# Lista de rios da Coreia

Principais rios da Coreia.

A maior parte da península da Coreia é montanhosa ao longo de sua costa leste, o que faz com que a maioria dos rios fluírem para o oeste, desaguando no Mar Amarelo. Alguns destes rios fluem através de lagoas na rota para o litoral, mas estas são todas reservatórios artificiais, pois não existem lagos naturais na Coreia. Alguns poucos rios correm para o sul, desaguando no Estreito da Coreia e alguns rios menores fluem para o leste. Na lista abaixo, os afluentes são listados sob os rios em que deságuam. Eles são listados em sentido anti-horário, a partir do Amrok ao Tuman.

## Principais rios da Coreia do Sul

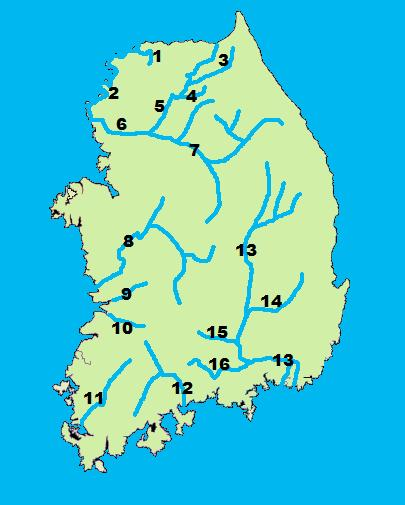
Mapa dos principais rios da Coreia do Sul.

|    | Nome          | Hangul | Hanja  |
| -- | ------------- | ------ | ------ |
| 1  | Rio Hantan    | 한탄강 | 漢灘江 |
| 2  | Rio Imjin     | 임진강 | 臨津江 |
| 3  | Rio Soyang    | 소양강 | 昭陽江 |
| 4  | Rio Hongcheon | 홍천강 | 洪川江 |
| 5  | Rio Bukhan    | 북한강 | 北漢江 |
| 6  | Rio Han       | 한강   | 漢江   |
| 7  | Rio Namhan    | 남한강 | 南漢江 |
| 8  | Rio Geum      | 금강   | 錦江   |
| 9  | Rio Mangyeong | 만경강 | 萬頃江 |
| 10 | Rio Dongjin   | 동진강 | 東津江 |
| 11 | Rio Yeongsan  | 영산강 | 榮山江 |
| 12 | Rio Seomjin   | 섬진강 | 蟾津江 |
| 13 | Rio Nakdong   | 낙동강 | 洛東江 |
| 14 | Rio Geumho    | 금호강 | 琴湖江 |
| 15 | Rio Hwang     | 황강   | 黃岡   |
| 16 | Rio Nam       | 남강   | 南江   |

## Rios que deságuam no Mar Amarelo (Mar Ocidental)
- Rio Yalu, conhecido na Coreia como "Rio Amnok" (압록강)
  - Rio Hunjiang (渾江) (junta-se com o rio Yalu no lado chinês)
- Rio Ch'ongch'on (청천강)
  - Rio Taeryong (대령강)
- Rio Taedong (대동강)
  - Rio Chaeryong (재령강)
  - Rio Ryesong (예성강)
    - Handarinae (한다리내)
      - Jeongjacheon (정자천)

    - Rucheon (루천)
    - Ojocheon (오조천)
- Rio Imjin (임진강)
  - Rio Han (한강)
    - Gongneungcheon (곡능천)
    - Najinhacheon (나진하천)
    - Changneungcheon (창능천)
    - Anyangcheon (안양천)
      - Dorimcheon (도림천)
      - Mokgamcheon (목감천)
      - Samseongcheon (삼성천)
      - Hakuicheon (학의천)

    - Jungnangcheon (중랑천)
      - Cheonggyecheon (청계천)

    - Tancheon (탄천)
      - Yangjaecheon (양재천)
      - Yeosucheon (여수천)
      - Bundangcheon (분당천)
      - Pungdeokcheon (풍덕천)

    - Gyeongancheon (경안천)
      - Neungwoncheon (능원천)
      - Yangjicheon (양지천)
      - Unhakcheon (운학천)

    - Rio Bukhan (북한강)
      - Yangguseocheon (양구서천)
      - Munhocheon (문호천)
      - Rio Hongcheon (홍천강)
        - Sandaecheon (산대천)
        - Deoksancheon (덕산천)
          - Seongjeoncheon (성전천)

        - Yasidaecheon (야시대천)

      - Gapyeongcheon (가평천)
      - Rio Soyang (소양강)
        - Inbukcheon (인북천)

      - Sanaecheon (사내천)
        - Yongdamcheon (용담천)

      - Magunaemeo (마구내머)
        - Mahyeoncheon (마현천)
        - Bongocheon (봉오천)

    - Rio Namhan (남한강)
      - Sinnaegaeul (신내개울)
        - Heukcheon (흑천)

      - Yongdamcheon (용담천)
      - Bokhacheon (복하천)
        - Jukdangcheon (죽당천)
        - Pyogocheon (표고천)
        - Gwanricheon (관리천)

      - Yanghwacheon (양화천)
      - Geumdangcheon (금당천)
      - Cheongmicheon (청미천)
        - Gyecheon (계천)
          - Ungcheon (웅천)

      - Rio Seom (섬강)
        - Iricheon (이리천)

      - Mokmicheon (목미천)
      - Hwangsancheon (환산천)
      - Guryongcheon (구룡천)
      - Yeongdeokcheon (영덕천)
      - Daejeoncheon (대전천)
      - Dalcheon (달천)
        - Seongmundongcheon (석문동천)
        - Yodocheon (요도천)

      - Rio Dong (동강) (forma o Namhan)
      - Rio Pyeongchang (평창강) (forma o Namhan)

  - Munsancheon (문산천)
  - Seolmacheon (설마천)
  - Samicheon (사미천)
    - Jigocheon (지거천)
    - Sincheon (신천)

  - Ganghwacheon (강화천)
    - Sannaecheon (산내천)

  - Rio Hantan (한탄강)
    - Yeongpyeongcheon (영평천)
      - Pocheoncheon (포천천)

    - Guntangaeul (군탄개울)

  - Yeokgokcheon (역곡천)
- Barancheon (발안천)
  - Suchoncheon (수촌천)
  - Hwadangcheon (화당천)
- Anseongcheon (안성천)
  - Sineoncheon (신언천)
  - Jinwicheon (진위천)
    - Jwagyocheon (좌교천)
    - Gwanlicheon (관리천)
    - Hwanggujicheon (황구지천)
      - Sujikcheon (수직천)
      - Seorangcheon (서랑천)
      - Anyeongcheon (안영천)
      - Yangjeongcheon (양정천)
      - Woncheoncheon (원천천)
      - Suwoncheon (수원천)
        - Gwanggyocheon (광교천)

      - Seohocheon (서호천)
        - Jeongjacheon (정자천)

      - Jangancheon (장안천)
        - Sincheoncheon (신천천)

    - Osancheon (오산천)

  - Hancheon (한천)
- Sapgyocheon (삽교천)
  - Namwoncheon (남원천)
  - Gokgyocheon (곡교천)
    - Eumbongcheon (음봉천)
    - Omokcheon (오목천)
    - Onyangcheon (온양천)
      - Geumgokcheon (금곡천)

    - Cheonancheon (천안천)
      - Maegokcheon (매곡천)
      - Bonggangcheon (봉강천)
        - Yongcheon (용천)
        - Pungsecheon (풍세천)

  - Dogocheon (도고천)
  - Muhancheon (무한천)
  - Seogucheon (석우천)
  - Hyogyocheon (효교천)
  - Daechicheon (대치천)
  - Geummacheon (금마천)
- Chodaecheon (초대천)
- Rio Geum (금강)
- Rio Dongjin (동진강)
- Rio Mangyeong (만경강)
- Rio Yeongsan (영산강)
  - Rio Hwangnyong (황룡강)
    - Pyeongnimcheon (평림천)
    - Gaecheon (개천)

  - Gwangjucheon (광주천)
  - Pungyeongjeongcheon (풍영정천)
  - Rio Jeungam (증암강)
    - Jungangcheon (중앙천)

  - Rio Orye (오례강)

## Rios que deságuam no Estreito da Coreia (Mar do Sul)
- Rio Seomjin (섬진강)
  - Rio Boseong (보성강)
- Rio Nakdong (낙동강)
  - Rio Miryang (밀양강)
  - Rio Nam (남강)
    - Rio Gyeongho (경호강)

  - Rio Hwang (황강)
  - Rio Geumho (금호강)
    - Sincheon (신천)

  - Rio Yeong (영강)

## Rios que deságuam no Mar do Japão (Mar Oriental)
- Jangancheon (장안천)
  - Yongsocheon (용소천)
- Hyoamcheon (효암천)
  - Hwasancheon (화산천)
- Rio Hoeya (회야강)
  - Namchangcheon (남창천)
  - Daebukcheon (대북천)
  - Cheongokcheon (천곡천)
  - Junamcheon (주남천)
- Rio Oehang (외항강)
  - Cheongnyangcheon (청량천)
    - Duwangcheon (두왕천)
    - Namcheon (남천)
- Rio Taehwa (태화강)
  - Yeocheoncheon (여천천)
  - Myeongchoncheon (명촌천)
    - Yangjeongcheon (양정천)
    - Jinjangcheon (진장천)

  - Rio Dongcheon (동천강)
    - Songjeongcheon (송정천)
    - Dongcheon (동천) (parte superior do rio Dongcheon)

  - Cheokdongcheon (척동천)
  - Mubeopcheon (무법천)
  - Guksucheon (국수천)
  - Daegokcheon (대곡천)
    - Guryangcheon (구량천)
    - Mihocheon (미호천)

  - Sangcheoncheon (상천천)
    - Jakcheoncheon (작천천)
    - Gacheoncheon (가천천)
- Eomulcheon (어물천)
  - Bangbangcheon (방방천)
- Jeongjacheon (정자천)
  - Muryongcheon (무룡천)
- Sinmyeongcheon (신명천)
- Gwanseongcheon (관성천)
- Haseocheon (하서천)
- Rio Hyeongsan (형산강)
  - Gigyecheon (기계천)
  - Bukcheon (북천)
- Wangpicheon (왕피천)
- Rio Nam (남강)
- Rio Geumya (금야강)
- Rio Seongcheon (성천강)
- Namdaecheon (남대천)
- Bukdaecheon (북대천)
- Eorangcheon (어랑천)
- Suseongcheon (수성천)
- Rio Tumen, conhecido na Coreia como "Rio Duman" (두만강)